# Isaac Ganunga
Isaac Ganunga (ur. 10 grudnia 1959) – malawijski lekkoatleta specjalizujący się w biegu średniodystansowym.
Brał udział w biegu na 800 i 1500 metrów na Letnich Igrzyskach Olimpijskich 1984, w obu startach odpadając w eliminacjach.